# Бубутэи
Бубутэи (англ. Bubutei) — деревня в Кирибати.

## Описание
Деревня Бубутэи расположена на севере атолла Маиана в архипелаге Острова Гилберта, в южной части страны. В 50 км к югу от столицы Южная Таравы. Ближайшее крупное поселение деревня Табуэа находится в 6,7 км к северу от Бубутэи.
Находится на высоте 13 метров над уровнем моря. Рельеф вокруг деревни плоский.
Среднегодовая температура в окрестностях составляет 25 °С . Самый теплый месяц — февраль, когда средняя температура 26°С, а самый холодный — апрель, когда 24°С. Среднегодовое количество осадков составляет 1372 миллиметра. Самый влажный месяц — апрель, в среднем выпадает 231 мм осадков, а самый сухой — ноябрь, выпадает 38 мм осадков.
Климат тропический жаркий, но смягчается постоянно дующими ветрами. Как и в других местах на юге островов Гилберта, на Бубутей время от времени обрушиваются циклоны.

## Население
Деревня Бубутэи — самый большой населённый пункт в этом регионе Кирибати. Население деревни увеличилось с 473 (2010 год) до 484 жителей в 2017 году и 506 в 2020 году.